# Batalha de Stallupönen
A Batalha de Stallupönen, confronto entre os exércitos russo e alemão ocorrida em 17 de agosto de 1914, foi a primeira batalha ocorrida na Frente Oriental da Primeira Guerra Mundial. Apesar de ser uma pequena vitória alemã e uma derrota tática russa, atrasou o cronograma do planejamento russo.

## Antecedentes
Em meados de agosto de 1914, pouco depois da declaração de guerra entre os dois países, os russos iniciaram a invasão dos territórios alemães da Prússia Oriental, com o objetivo de capturar a cidade alemã de Koenigsberg (atual Kalliningrado, Rússia), às margens do Báltico.
Honrando compromissos prévios assumidos com seus aliados franceses e sérvios, os russos buscavam também o domínio de territórios na Prússia Oriental e na Galícia-Volínia; que beneficiariam o Império Russo e protegeriam suas possessões polonesas de uma provável reação dos Impérios Centrais. 
O general russo Paul von Rennenkampf conduziu o 1º Exército russo à ofensiva marchando pela Prússia Oriental, sendo prevista sua junção ao 2º Exército comandado pelo general Samsonov, para que juntos impusessem um cerco a Koenigsberg. 
Conforme previsto pelo Plano Schlieffen, os alemães iniciaram a guerra estabelecendo no leste apenas um cordão defensivo, já que a maioria das tropas alemãs havia sido deslocada para frente ocidental, com o objetivo de derrotar rapidamente os exércitos anglo-franceses, para somente depois voltarem-se à frente oriental e confrontar os exércitos russos.
Entretanto, o general Hermann von François, comandante do 1º Corpo do 8º Exército Alemão, posicionado na fronteira russa, estava convencido de que suas tropas, melhor treinadas e melhor equipadas, estariam aptas à retardar, ou até mesmo paralisar, o avanço das tropas russas do general Rennenkampf.

## Batalha
Assim, em 17 de agosto, von François confrontou os russos, ignorando as ordens de recuo que recebera de seu superior, o comandante-chefe do 8º Exército alemão, Maximilian von Prittwitz. 
Quando von Prittwitz soube que von François havia se envolvido em combate com os russos, ele enviou outro emissário reiterando suas ordens de recuo para outras posições na retaguarda. 
Naquela altura, porém, as tropas de von François já estavam por demais engajadas na luta, não sendo possível efetuar uma retirada sem correr o risco de que tal manobra resultasse no desmantelamento das tropas alemãs. Ademais, von François também não tinha intenção de acatar as ordens recebidas, conforme a resposta dada ao emissário que lhe transmitiu os despachos de Prittwitz: "O general von François vai se retirar quando derrotar os russos!".
Quando o resultado da batalha ainda era incerto, von François lançou uma grande ofensiva em toda a linha de frente, infligindo baixas significativas aos russos, e forçando-lhes o recuo para o outro lado da fronteira.  O exército alemão ainda os perseguiu em sua retirada, mas após ser confrontado com o fogo de barragem da artilharia russa, von François finalmente acedeu às ordens de von Prittwitz e recuou cerca de vinte quilômetros para o oeste, tomando posições nas proximidades de Gumbinnen (atual Gusev, Rússia).
O general von François acabou por convencer seu comandante von Prittwitz da viabilidade de um confronto em larga escala com os russos naquela posição, o que levou à Batalha de Gumbinnen, três dias depois.